# Sale delle Langhe
Sale delle Langhe är en ort och kommun i provinsen Cuneo i regionen Piemonte i Italien. Kommunen hade 507 invånare (2018).